# Laurens van Hoepen
Laurens van Hoepen (Wassenaar, 6 september 2005) is een Nederlandse autocoureur.

## Carrière

### Karting
Van Hoepen begon zijn autosportcarrière op achtjarige leeftijd in het karting in Nederland. Hij is een protegé van Formule 2- en Formule E-kampioen Nyck de Vries. Hij won een aantal nationale kampioenschappen, voordat hij in 2015 internationale races ging rijden. In 2017 won hij de X30 Mini-klasse van de IAME Euro Series. In 2020 eindigde hij in de top 10 in de OK-klasse van zowel het Europees kartkampioenschap als de WSK Champions Cup, waarin hij respectievelijk voor de kartteams van Nico Rosberg en Charles Leclerc reed. In 2021 bleef hij aan bij het team van Leclerc en stapte hij over naar de KZ2-klasse, waarin hij in het Europees kampioenschap derde werd.

### Formule Regional
In 2021 stapte Van Hoepen over naar het formuleracing en nam hij deel aan de Challenge Monoplace-klasse van de Ultimate Cup Series, een Frans kampioenschap op Formule Regional-niveau, voor het team Graff Racing. Hij nam enkel deel aan de tweede seizoenshelft in de raceweekenden op het Circuit Paul Ricard, het Circuit de Nevers Magny-Cours en het Autódromo do Estoril. Hij won zeven van de negen races waar hij aan deelnam en eindigde in de andere twee races ook op het podium. Zodoende werd hij met 324 punten derde in de eindstand.
In 2022 maakte Van Hoepen de overstap naar het Formula Regional European Championship (FREC), waarin hij voor ART Grand Prix reed. Hij eindigde vier keer in de top 10, met drie achtste plaatsen als hoogste klasseringen. Met 15 punten eindigde hij op plaats 21 in het klassement.
In 2023 begon Van Hoepen het jaar in het Formula Regional Oceania Championship, waarin hij voor M2 Competition in de laatste twee raceweekenden reed. In vijf van de zes races die hij reed eindigde hij op het podium, inclusief een overwinning op Hampton Downs Motorsport Park in de race die dienst deed als de Grand Prix van Nieuw-Zeeland. Met 154 punten werd hij elfde in het kampioenschap. Vervolgens keerde hij terug naar het FREC, waarin hij bij ART actief bleef. Tegen het eind van het seizoen behaalde hij twee podiumfinishes in zijn thuisweekend op het Circuit Zandvoort en verbeterde zichzelf met de tiende plaats in de eindstand, met 71 punten.

### Formule 3
Eind 2023 maakte Van Hoepen zijn Formule 3-debuut in de Grand Prix van Macau bij ART. Hij werd veertiende in de kwalificatierace en tiende in de hoofdrace.
In 2024 debuteerde Van Hoepen in het FIA Formule 3-kampioenschap bij ART. Vroeg in het seizoen behaalde hij drie podiumplaatsen op het Bahrain International Circuit, het Albert Park Street Circuit en het Circuit de Monaco, allemaal in sprintraces. Op de Hungaroring startte hij vanaf pole position en eindigde hij oorspronkelijk als tweede in de hoofdrace, maar werd hij gediskwalificeerd omdat zijn auto te licht bevonden was. Met 58 punten werd hij dertiende in de eindstand.
In 2025 blijft Van Hoepen actief in de Formule 3 bij ART.